# 창원 봉림사지 진경대사탑비
창원 봉림사지 진경대사탑비(昌原 鳳林寺址 眞鏡大師塔碑)는 서울특별시 용산구, 국립중앙박물관에 있는 통일신라 시대의 비석이다. 1963년 1월 21일 대한민국의 보물 제363호로 지정되었다.
통일신라 후기의 승려 심희의 탑비로, 원래 경상남도 창원시 봉림사지에 있던 것을 1919년 경복궁으로 옮겨 왔으며, 현재는 국립중앙박물관 내에 있다.

## 개요
통일신라 후기의 승려 심희(審希)의 탑비로, 원래 경남 창원의 봉림사터에 있던 것을 1919년 경복궁으로 옮겨 왔으며, 현재는 국립중앙박물관 경내에 있다.
심희(855∼923)는 9세에 출가하여 명산을 다니면서 수행을 하다가 경남 창원에서 봉림사를 창건하니, 이때부터 선문9산 중 하나인 봉림산문의 기운이 크게 일어났다. 궁으로 들어가 경명왕에게 설법을 하기도 하였고, 그 후 다시 봉림사로 돌아와 제자들을 지도하다 68세의 나이로 입적하였다. 왕은 시호를 ‘진경대사’라 하고, ‘보월능공’이라는 탑이름을 내리었다.
비는 거북받침돌 위로 비몸을 세우고 머릿돌을 올린 모습이다. 받침돌의 거북머리는 유난히 크고 입에는 여의주를 물고 있으며, 머리 위에는 뿔이 있던 작은 구멍이 있다. 등 위로는 비를 꽂아두기 위한 네모난 홈을 마련하였는데, 주위에 구름무늬가 가득하다. 비문이 새겨져 있는 비몸은 분실된 부분이 있어 옛 탁본을 참고로 복원해 놓았다. 머릿돌에는 구름속에 둘러싸인 두 마리의 용이 모퉁이에 각 한 마리씩 표현되어 있다.
통일신라 경명왕 8년(924)에 세워진 비로, 왕이 직접 비문을 짓고 행기(幸期)가 글씨를 썼으며 성휴(性休)가 새겼다. 각 조각들이 얕아지고 형식화된 경향이 있어 통일신라 후기의 쇠퇴하던 기풍을 보여준다.

## 갤러리

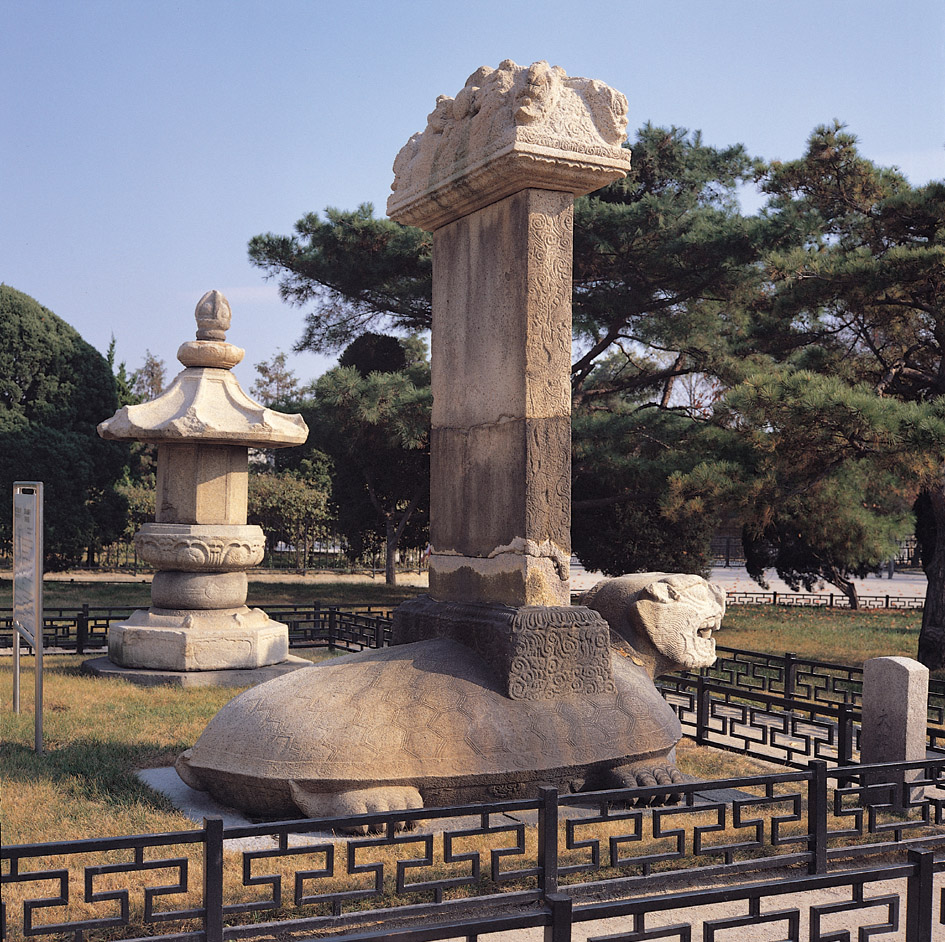
탑비 전체 측면
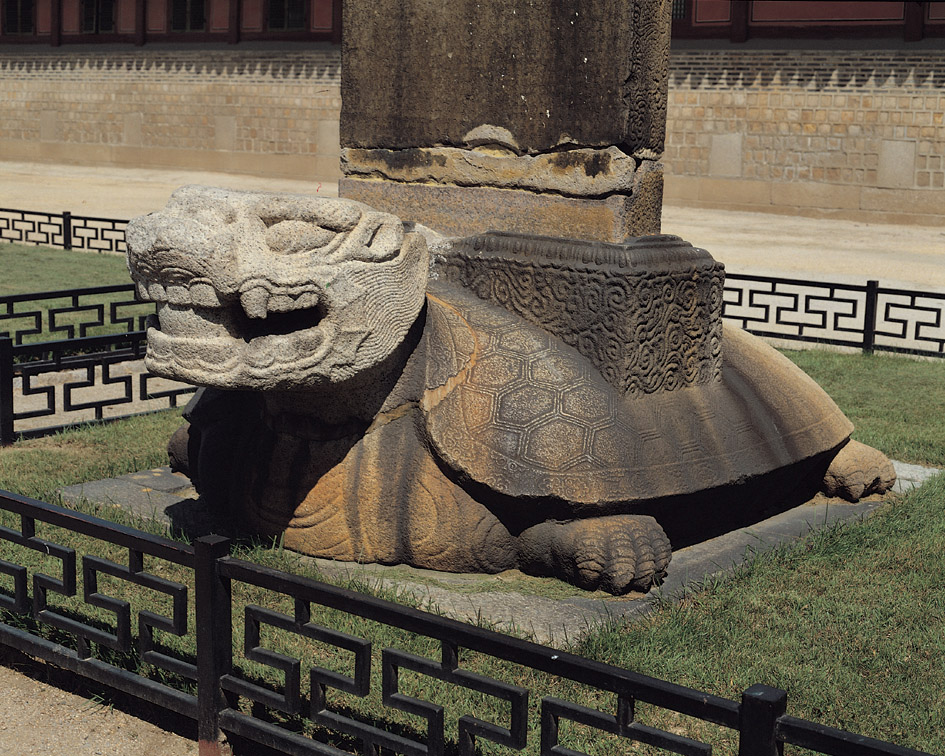
탑비 귀부의 귀두 및 귀갑문과 비좌의 구름무늬
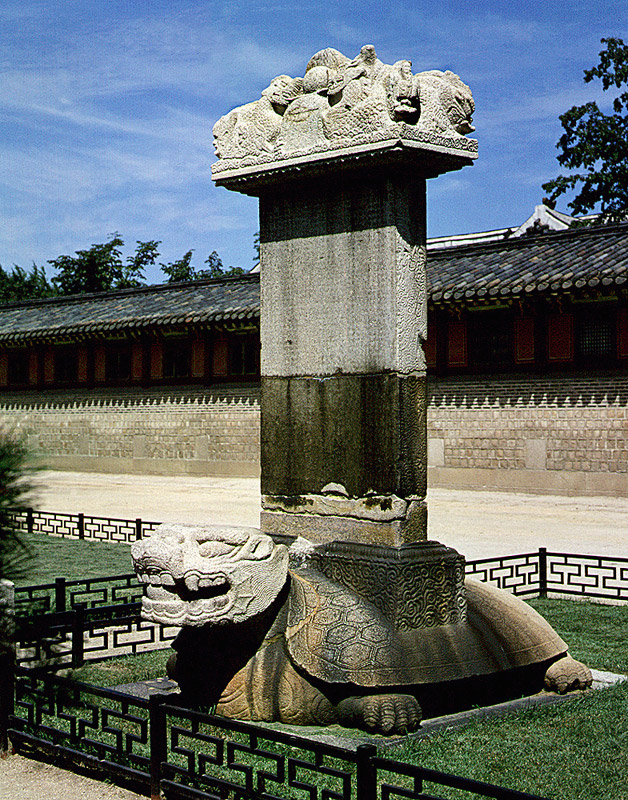
창원 봉림사지 진경대사탑비
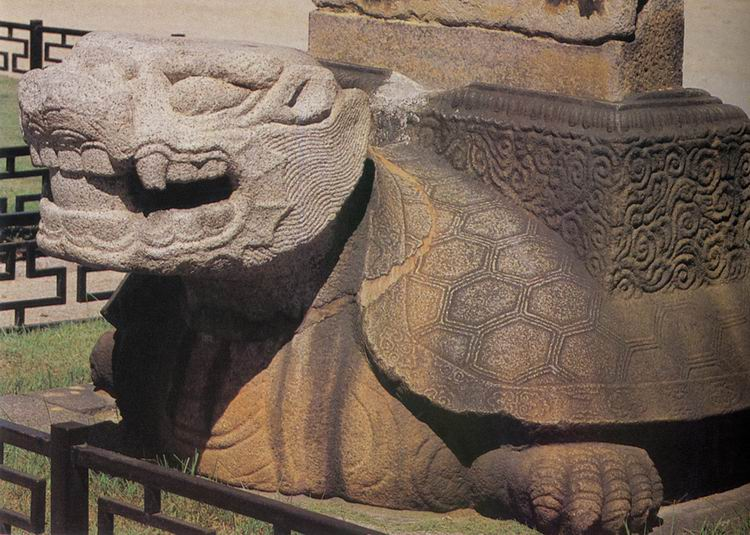
귀부

## 같이 보기
- 창원 봉림사지 진경대사탑 - 대한민국 보물 제362호
- 봉림사지 - 경상남도 기념물 제127호, 경상남도 창원시 소재, 통일신라 시대의 절터

## 참고 자료
- 창원 봉림사지 진경대사탑비 - 국가유산청 국가유산포털